# When Knighthood Was in Flower (film 1908)
When Knighthood Was in Flower è un cortometraggio muto del 1908 diretto da Wallace McCutcheon.

## Trama
Innamorata di Charles Brandon, Maria Tudor viene costretta per ragioni politiche al matrimonio con il re di Francia, Luigi XII. Cercando di sottrarsi all'imposizione di suo fratello, il re Enrico VIII, Maria fugge con Brandon, ma i due innamorati vengono catturati. La principessa, allora, cede alla volontà del re ma solo a condizione di poter scegliere un suo eventuale secondo marito. Luigi, anziano e malato, muore poco tempo dopo. Maria, allora, ricorda la sua promessa al fratello. Benché sia stata richiesta in moglie da Francesco I, Enrico decide di onorare il patto concordato con la sorella e benedice la coppia.

## Produzione
Prodotto dall'American Mutoscope & Biograph.

## Distribuzione
Il film uscì nelle sale cinematografiche USA distribuito dall'American Mutoscope & Biograph.

## Differenti versioni
Il romanzo di Charles Major, pubblicato nel 1898, venne adattato per lo schermo in differenti versioni.
- When Knighthood Was in Flower di  Wallace McCutcheon (1908)
- When Knighthood Was in Flower di Robert G. Vignola (1922)
- La spada e la rosa (When Knighthood was in Flower) di Ken Annakin